# Attentati ad Adolf Hitler
L'elenco dei tentativi di omicidio di Adolf Hitler comprende vari attacchi documentati, pianificati e in parte effettuati da individui, gruppi o istituzioni sulla vita del dittatore nazista Adolf Hitler prima e durante la seconda guerra mondiale. Il numero effettivo di omicidi o tentativi di omicidio non può essere determinato con precisione a causa di un possibile numero di casi non segnalati. Lo scrittore Will Berthold (1924–2000) ha pubblicato un libro nel 1981 intitolato Die 42 Attentate auf Adolf Hitler (I 42 assassinii di Adolf Hitler). L'opera contiene 42 tentativi di omicidio pianificati o effettuati su Hitler. Altre fonti soppongono siano esistiti almeno 39 attentati documentati.
Gli assassinii compiuti o pianificati prima dello scoppio della seconda guerra mondiale furono in parte eseguiti o pianificati da individui o gruppi politicamente motivati, ma il tentativo più promettente fu quello della cospirazione Oster da alcuni elementi della Wehrmacht nel 1938. Dopo lo scoppio della guerra, ad eccezione dell'attentato di Georg Elser, tutti coloro che progettarono e realizzarono gli attentati furono membri della Wehrmacht.
Le ragioni dell'aumento del numero di tentativi di omicidio da parte degli ufficiali della Wehrmacht sono viste l'incombente sconfitta senza prospettive di pace a causa della condotta dilettantesca della guerra da parte di Hitler (per esempio gli Haltebefehle), la scoperta di omicidi di massa (soprattutto nell'Est; vedi anche conoscenza contemporanea dell'Olocausto) e la crescente realizzazione della natura criminale della guerra ordinata dal regime nazista.
La seguente lista di tentativi di assassinii compiuti o non compiuti o abortiti non è da considerarsi completa.

## Dal 30 gennaio 1933 al 31 agosto 1939
| Data              | Descrizione |
| ----------------- | --- |
| 9 febbraio 1933   | Adolf Hitler ricevette una lettera avvelenata da Ludwig Aßner (un ex comunista), ma questa venne intercettata a causa di un telegramma di avvertimento. |
| 1934              | Un gruppo di opposizione guidato da Helmuth Mylius a Berlino pianificò un attacco. Prima dell'esecuzione, gli assassini vennero arrestati; il loro destino è sconosciuto. |
| 1934              | Lo scrittore Edgar Jung, membro principale dell'opposizione "Kanzlei-Gruppe", che aveva accesso al dittatore in qualità di scrittore di discorsi del vicecancelliere di Hitler, Franz von Papen, progettò di sparare a Hitler, ma non realizzò ciò perché i suoi co-cospiratori temettero che questo avrebbe potuto rendere Hitler un martire e mettere in pericolo i piani del gruppo per un colpo di Stato. |
| 28 settembre 1938 | Durante la cosiddetta cospirazione Oster, Hitler doveva essere fucilato nella cancelleria del Reich da un gruppo d'assalto guidato dal capitano Friedrich Wilhelm Heinz e dal tenente comandante Franz-Maria Liedig. Tuttavia, quando Hitler acconsentì a una soluzione pacifica della questione dei Sudeti alla conferenza di Monaco, la ragione principale del rovesciamento venne meno per i cospiratori.  |
| 9 novembre 1938   | Lo svizzero Maurice Bavaud volle sparare a Hitler durante la marcia commemorativa alla Feldherrnhalle di Monaco. Il tentativo di assassino fallì perché non riuscì ad avvicinarsi abbastanza a Hitler. |

## Dal 1º settembre 1939 al 30 aprile 1945
| Data             | Descrizione |
| ---------------- | --- |
| 8 novembre 1939  | Attentato al Bürgerbräukeller di Monaco di Georg Elser. Hitler sfuggì all'attacco lasciando il Bürgerbräukeller tredici minuti prima dell'esplosione. |
| 11 novembre 1939 | Erich Kordt volle farsi saltare in aria con Hitler nella Cancelleria del Reich. In seguito al fallito attacco di Georg Elser, le misure di sicurezza erano però state rafforzate a tal punto che il colonnello Hans Oster non fu grado di procurarsi degli esplosivi. |
| 27 giugno 1940   | In questo giorno, una parata della Wehrmacht doveva aver luogo sugli Champs-Élysées (Parigi), durante la quale Hitler doveva essere fucilato al suo passaggio da Fritz-Dietlof Graf von der Schulenburg e Eugen Gerstenmaier. Poiché Hitler era già stato in visita a Parigi il 23 giugno 1940, la parata prevista viene annullata. |
| 21 maggio 1941   | Il feldmaresciallo Erwin von Witzleben riuscì a convincere Hitler a visitare Parigi. In quel giorno, l'occasione mancata del giugno 1940 deve essere recuperata e Hitler doveva essere fucilato. Hitler però annullò la sua visita con poco preavviso (molto probabilmente a causa della campagna dei Balcani). |
| 13 marzo 1943    | Durante il suo volo di ritorno da una visita al fronte, Hitler visitò il quartier generale dell'Heeresgruppe Mitte a Smolensk. Il colonnello Henning von Tresckow ideò un piano in tre parti per uccidere Hitler. - Guidati dal maggiore Georg von Boeselager, alcuni iniziati dovevano intercettare e liquidare Hitler in un boschetto sulla strada dall'aeroporto al quartier generale. Hitler era sorvegliato da una scorta armata di SS; il piano venne poi abbandonato. - A pranzo, Tresckow, Boeselager e altri dovevano alzarsi a un segnale convenuto e sparare con le pistole su Hitler. Il comandante in capo del gruppo d'armata, il feldmaresciallo Günther von Kluge, era a conoscenza del piano e aveva anche accettato in linea di principio. Ma quando fu chiaro che Himmler non sarebbe stato presente, Kluge proibì l'assassinio, poiché voleva evitare una possibile guerra civile tra le SS e l'esercito. Come minimo, volle che una cosa del genere "non fosse fatta nella sua area di responsabilità", e gli ufficiali del suo staff obbedirono al suo divieto. - Come ultima risorsa, Tresckow diede a un ufficiale di scorta una bomba a tempo travestita da liquore confezionato con un detonatore a lunga durata, che deve esplodere nel Focke-Wulf Fw 200 ("Condor") di Hitler durante il volo di ritorno sulla Polonia. Il pacchetto con l'esplosivo venne depositato nella stiva dell'aereo, dove si congelò e il meccanismo di detonazione non si attivò. I cospiratori a Berlino aspettano invano notizie sull'incidente di Hitler. Fabian von Schlabrendorff volò immediatamente in Germania per recuperare il corpus delicti senza essere scoperto. |
| 21 marzo 1943    | All'inaugurazione di una mostra di armi sovietiche saccheggiate a Berlino, Rudolf-Christoph Freiherr von Gersdorff volle farsi saltare in aria con Hitler, Göring, Himmler, Keitel e Dönitz. Hitler lasciò la mostra dopo solo dieci minuti; Gersdorff fu in grado di disinnescare le micce appena in tempo. |
| 16 dicembre 1943 | In questo giorno, il maggiore Axel von dem Bussche volle farsi saltare in aria insieme a Hitler durante la dimostrazione delle nuove uniformi della Wehrmacht. La data prevista venne annullata perché le uniformi vennero distrutte in un raid aereo alleato. |
| 1944             | Nel 1944, l'agente britannico Eddie Chapman si offrì di uccidere Hitler durante una manifestazione con una bomba, sacrificando la propria vita. L'offerta fu rifiutata dai vertici dell'MI5 in parte a causa del passato criminale di Chapman. Inoltre, Hitler può essere sembrato "più utile da vivo che da morto" alla leadership britannica a causa della sua strategia di guerra ormai irrazionale". |
| 11 febbraio 1944 | La dimostrazione delle uniformi della Wehrmacht cancellata in dicembre ebbe luogo in questo giorno. Questa volta, il tenente Ewald Heinrich von Kleist volle piombare su Hitler durante la dimostrazione e farsi saltare in aria con lui. Anche questo tentativo fallisce perché Hitler annulla l'appuntamento poco prima. |
| 11 marzo 1944    | Il Rittmeister Eberhard von Breitenbuch (ufficiale d'ordine del feldmaresciallo Ernst Busch) progettò di sparare a Hitler durante una visita al Berghof. Per farlo, nascose una seconda pistola nei pantaloni. Volle sparare a Hitler direttamente in testa a distanza ravvicinata. Però la guardia del corpo delle SS permise solo ai generali di vedere Hitler mentre gli ufficiali d'ordine non poterono accedere alla riunione. |
| 7 luglio 1944    | La dimostrazione delle uniformi della Wehrmacht, che era stata cancellata diverse volte, ebbe luogo nel castello di Kleßheim vicino a Salisburgo. Hellmuth Stieff doveva eseguire l'assassinio ma i suoi nervi cedettero in quanto si sentì incapace di portare a termine l'assassinio. |
| 11 luglio 1944   | Il colonnello Claus Schenk Graf von Stauffenberg (capo di stato maggiore dell'esercito di riserva) fu convocato al Berghof per una conferenza. Nella sua valigetta c'era una bomba. Tuttavia, questo doveva essere fatto esplodere solo se Göring e Himmler potevano essere uccisi insieme a Hitler. Ma quel giorno Himmler non partecipò alla conferenza e i cospiratori a Berlino annullarono l'assassinio. |
| 15 luglio 1944   | Solo quattro giorni dopo, Stauffenberg ci riprovò. Questa volta l'attentato dinamitardo doveva essere effettuato al Führerhauptquartiere della Tana del Lupo vicino a Rastenburg nella Prussia orientale. Tuttavia, Himmler non fu di nuovo presente, cosa che Stauffenberg trasmise via radio in codice a Berlino. Il generale Beck volle aspettare e rimandare l'assassinio. Tuttavia, il generale Olbricht e il colonnello Mertz von Quirnheim convinsero Stauffenberg a uccidere Hitler da solo. Quando Stauffenberg rientrò nella sala, viene a sapere che Hellmuth Stieff aveva rimosso la valigetta (probabilmente per evitare che la bomba venga trovata per caso). Stauffenberg lo comunica immediatamente via radio a Olbricht, che ha già attivato l'operazione Valchiria a Berlino. All'ultimo momento, Quirnheim riuscì ad annullare la mobilitazione e a farlo passare come delle esercitazioni. |
| 20 luglio 1944   | L'attentato a Hitler, più volte rimandato, venne eseguito dal colonnello Claus Schenk Graf von Stauffenberg nel Führerhauptquartier della Tana del Lupo, vicino a Rastenburg, nella Prussia orientale. Né Himmler né Göring furono presenti nella baracca dove esplose la bomba. Per una serie di coincidenze, Hitler venne solo leggermente ferito. Questo assassinio è l'ultimo tentativo conosciuto e verificabile di uccidere Adolf Hitler. Il 30 aprile 1945, Hitler si suicidò a Berlino. |

## Tentativi di omicidio che non possono essere adeguatamente verificati
La seguente lista contiene assassinii o piani di assassinii che sono menzionati da varie fonti, ma che non possono essere provati senza dubbio o che non sono assassinii.
| Data              | Descrizione |
| ----------------- | --- |
| 1933              | Uno sconosciuto in uniforme SA e con una pistola carica venne arrestato a Obersalzberg. L'identità e il destino dell'uomo rimangono sconosciuti. Se un attentato a Hitler sia stato davvero pianificato in questa occasione non può più essere determinato con certezza. |
| 10 settembre 1939 | Il generale Kurt von Hammerstein-Equord diventò comandante in capo della divisione A dell'esercito il 10 settembre 1939. Egli cercò immediatamente di convincere Hitler a visitare le truppe in una delle località sotto il suo comando. Egli informò il generale Ludwig Beck che stava per verificarsi un "tragico incidente". Tuttavia, la visita non ebbe luogo. Il 21 settembre 1939, Hammerstein-Equord si ritirò. Se questo assassinio sia stato veramente pianificato non può più essere determinato con assoluta certezza. Tutte le informazioni sono basate sulle dichiarazioni molto contraddittorie di un agente britannico. |
| 20 novembre 1943  | Hans-Erdmann Schönbeck affermò dopo la guerra di aver considerato di sparare a Hitler durante la sua visita alla Jahrhunderthalle di Breslau il 20 novembre 1943. Era seduto sei file di sedie dietro di lui ed era armato (in realtà per proteggere Hitler). Ma poi si trattenne dal farlo perché era circondato da membri delle SS e temeva di non riuscire a raggiungere vivo il dittatore e aveva anche paura per la sua famiglia. |
| 23 aprile 1945    | Dopo la guerra, Albert Speer affermò che voleva uccidere Hitler con un attacco di gas durante la sua ultima visita al Führerbunker. Che questa affermazione sia vera o che Speer volesse solo salvarsi al processo di Norimberga non può essere stabilito con certezza. |